# Salentinos

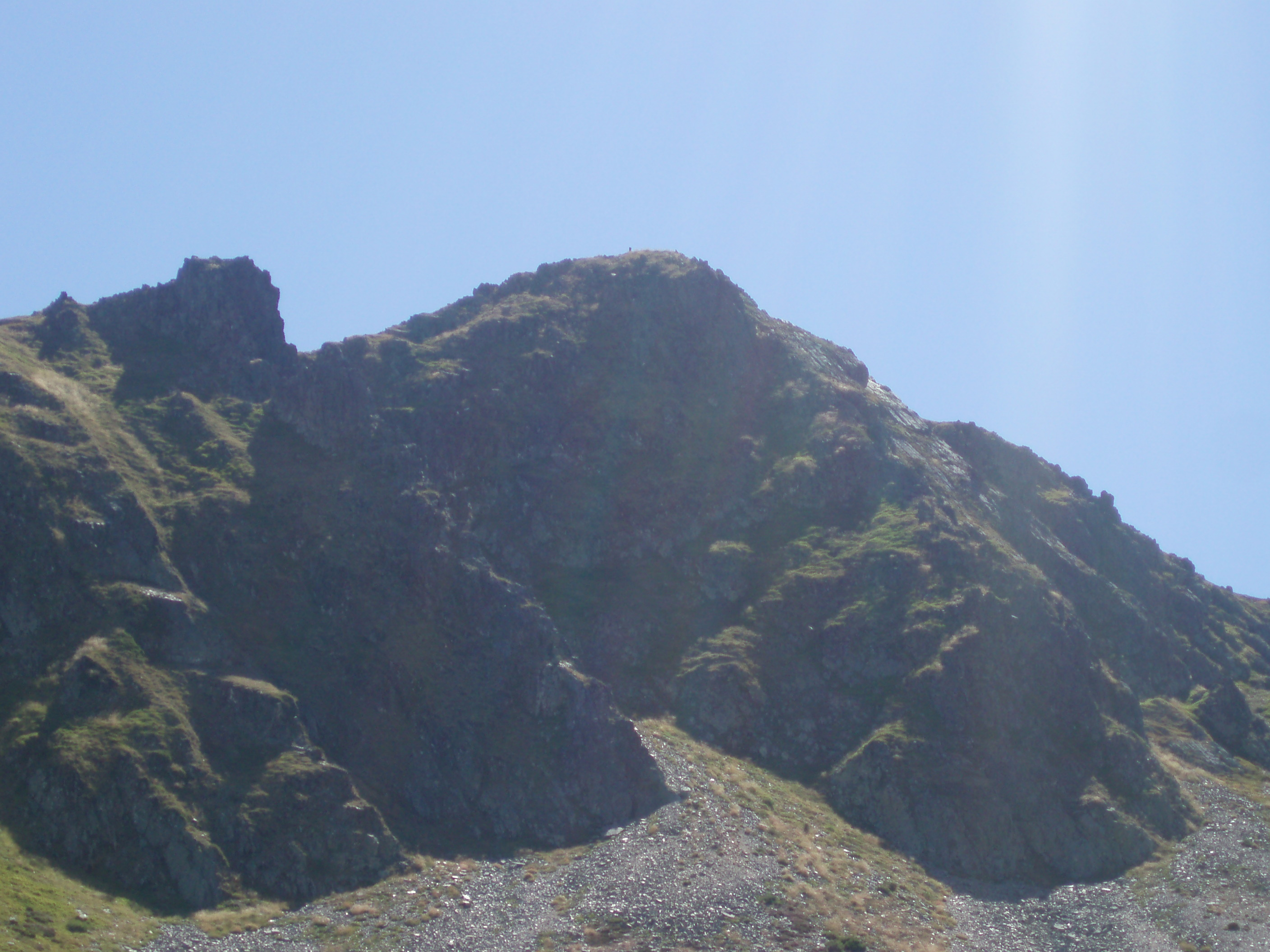
Peña Catoute, el segundo pico más alto de El Bierzo.

Salentinos es una pedanía del municipio de Páramo del Sil, en la comarca de El Bierzo, en la provincia de León, comunidad autónoma de Castilla y León, en España.

## Contexto geográfico
Salentinos reposa en un valle originado hace millones de años por un glaciar. Este pueblo es un lugar de ocio y tranquilidad de la que muchas personas disfrutan. Situado en un frondoso valle cercano al famoso pico de Catoute es visitado por mucha gente, en especial montañeros que disfrutan de la naturaleza en todo su esplendor. A escasos kilómetros de su nacimiento, el río Salentinos de la Tejera riega el pueblo y sus cultivos gracias a alguna que otra presa. 

## Morfología
Los típicos tejados de pizarra y paredes de piedra, junto a la nueva calzada también de piedra, dan un aspecto rústico y poco común en otras comarcas de España. En el centro del pueblo, hay un tramo de calzada denominada El juego de los Bolos, que tiene los típicos bolos de la zona. Como no podía ser de otra manera, la ganadería (sobre todo, la vacuna) prolifera en este valle lleno de pastos. La apicultura también desempeña un importante papel en la vida de los lugareños.

## Historia
En el catastro realizado por iniciativa del Marqués de la Ensenada en 1752, fueron informantes Simón García, Aníbal del Río y Domingo García de Otero. Estos vecinos señalaron que la feligresía formada por los tres pueblos (Salientes, Valseco y Salentinos) pagaba vasallaje al Duque de Uceda. Los vecinos vivían del ganado vacuno, lanar y cabrío que pastoreaban y del cultivo de legumbres, lino y trigo. La ganadería se alimentaba en pastizales y matorrales, sobreviviendo en invierno a base de yerba recolectada de praderios ribereños y hoja procedente de matorrales de roble, fresno y abedul. En ocasiones, los pastos de altura servían de agostadero a los merinos de la cabaña real. Se quejaban al agrimensor de la dureza del clima que les tenía cubiertas las veredas por la nieve durante los inviernos. La población de Salentinos la componían catorce vecinos, tres viudas y dos “residentes cabeza de casa”, que habitaban veinticinco casas, seis pajares y otros cinco cuartos.
Hasta mediados del siglo XX se hablaba una variante del habla astur-leonesa, llamada 'patsuezu', propia de la comarca de Laciana y Ribas del Sil, en León, y de Degaña y alto Narcea, en Asturias.
En 1990 se segregó del municipio de Palacios del Sil.

## Pueblo Rural
Salentinos tiene la peculiaridad de ser un pueblo con importante patrimonio artístico y natural. Por ello, y por la importancia de las montañas que se levantan a sus alrededores, como el Catoute, atrae a gran cantidad de turistas y excursiones de montañeros todo el año.
En una visita a Salentinos podemos apreciar la tradicional arquitectura de tejados a dos aguas de losa, paredes de piedra y corredores de madera.
Cuenta también con el molino restaurado, la iglesia en honor a Santo Tirso, la ermita en honor a San Esteban (a unos 3 km del pueblo, según se sube por la carretera hacia el pueblo) y aún se mantienen levantadas las antiguas construcciones de la lechería y la fábrica de la luz.
Actualmente, la calle está empedrada y la carretera bien asfaltada, lo que permite un fácil acceso al pueblo.
Cabe mencionar El bar-restaurante La Obra en la entrada del pueblo, con un gusto especial por las comidas típicas de la zona, además del albergue La Cabana del Trasgu en el final del pueblo cuya web es www.lacabanadeltrasgu.com